# Noureddine Maurice Bentoumi
Pour les articles homonymes, voir Bentoumi.
Noureddine Bentoumi (en arabe : نور الدين بنتومي ), né le 19 février 1972 à Chamonix, est un fondeur franco-algérien.
Lors des Championnats du monde de ski nordique de 2005 et des Jeux olympiques d'hiver de Turin de 2006, il a représenté l'Algérie.

## Biographie
Né à Chamonix le 19 février 1972, il est le fils d'une mère toulousaine institutrice et d'un père algérien originaire de M'sila, venu travailler à la Praz en France comme mineur après l'indépendance de l'Algérie.

### Parcours sportif et professionnel
Noureddine Bentoumi participe à plusieurs manifestations sportives, en l'occurrence la course à pied (championnats de France de cross-country universitaire), marathon (Paris 2002, Lyon 2005) et triathlon (triathlon international d'Annecy 2003), mais ses études sont sa priorité,. Devenu ingénieur en télécommunication chez Hewlett-Packard à Eybens près de Grenoble, il décide à partir de 2003 de pratiquer le ski de fond. Il a une licence au Grenoble Université Club Sports de Neige, devenu depuis 2008 le GUC Grenoble Ski.

### Préparation des Jeux olympiques
Lors de ses cours de ski à Autrans, il apprend qu'un Hongrois se prépare pour les Jeux olympiques sur le plateau du Vercors. Il veut faire la même chose, et pour cela il contacte la fédération algérienne. Après quelque temps, celle-ci lui demande des vidéos et ses résultats internationaux, choses qu'il n'a pas. Il répond d'une lettre de son moniteur d'Autrans, puis il part en Algérie pour obtenir le droit d'être le premier fondeur algérien. Son premier concours international est la coupe continentale à Montgenèvre en 2004 où il finit 117e dans l'épreuve de 10 km skating. À la recherche d'un soutien sportif, il le trouve auprès du directeur de l'équipe de France Jean-Pierre Burdet via une convention entre les fédérations algérienne et française grâce à laquelle l'athlète algérien peut prendre part à des stages, en échange de quoi il choisit Christophe Deloche comme coach pour les Jeux olympiques.

### Championnats du monde de ski nordique 2005
| Place | Nation      | Athlète        | Temps         | Retard sur le 1er |
| ----- | ----------- | -------------- | ------------- | ----------------- |
| 108e  | Belgique    | Stephan Langer | 43 min 58 s   | +11 min 9,3 s     |
| 109e  | Algérie     | N. M. Bentoumi | 44 min 23,3 s | +11 min 34,3 s    |
| 110e  | Royaume-Uni | Alan Eason     | 44 min 23,5 s | +11 min 34,5 s    |

### Jeux olympiques d'hiver de 2006
Noureddine Maurice Bentoumi, qui porte le dossard no 80 lors de l'épreuve 50 km libre des Jeux olympiques d'hiver de 2006, avec 16 autres concurrents autorisés à s'élancer, n'a pas terminé la course, éliminé au 27e km en raison de l’insuffisance de son temps.
Il porte le drapeau de l'Algérie lors de la cérémonie de clôture qui se déroule au Stade olympique de Turin.

### Divers
Son histoire concernant les Jeux olympiques a inspiré le film Good Luck Algeria sorti en 2015 et réalisé par son frère Farid Bentoumi.